# Alsterhaus

Aktuelles Signet von Alsterhaus

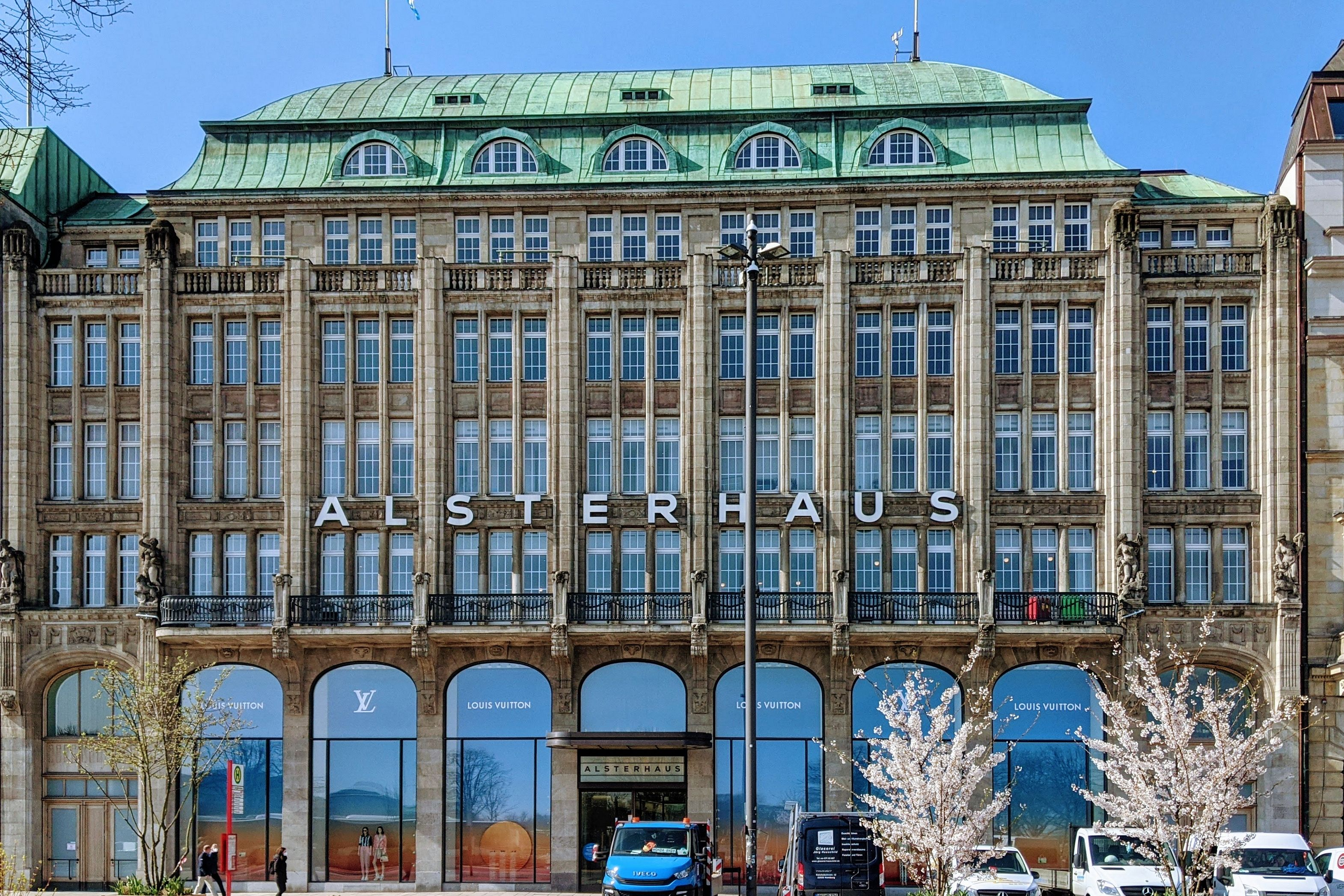
Alsterhaus (2021)

Alsterhaus-Signet von 2010 bis 2016

Das Alsterhaus ist ein 1912 eröffnetes Warenhaus am Jungfernstieg 16–20 in Hamburg mit fünf Stockwerken.
Es war von 1994 bis 2014 eine Filiale des Warenhauskonzerns Karstadt (als Teil der Karstadt Premium GmbH), seitdem bildet es mit dem Oberpollinger in München und dem KaDeWe in Berlin die The KaDeWe Group GmbH. Inzwischen gehört das Alsterhaus der European Luxury Department Store Group, einem Gemeinschaftsunternehmen der österreichischen Signa Holding und der thailändischen Central Group und befindet sich seit Anfang 2024 in ihrer dritten Insolvenz.
Das Warenhaus hat eine Verkaufsfläche von rund 24.000 Quadratmetern und ist auf hochwertige Artikel wie Parfüm, Accessoires, Kleidung und Feinkost spezialisiert. Im vierten Obergeschoss befindet sich ein Le-Buffet-Restaurant mit Blick auf die Binnenalster. Das Alsterhaus verfügt auch über ein eigenes Parkhaus, welches über die Poststraße und die Straße Bei der Stadtwassermühle zu erreichen ist.

## Geschichte
Der Geraer Kaufmann Oscar Tietz eröffnete bereits am 1. März 1897 am Großen Burstah eine erste Filiale seines Warenhauses Hermann Tietz (Hertie) in Hamburg mit einem breiten Sortiment an Textilien, Lebensmitteln, Möbeln, Teppichen und Büchern. Er erwarb 5200 Quadratmeter  Fläche am Jungfernstieg, der sich zur ersten Adresse in Hamburg entwickelt hatte. Auf der Fläche, auf der sich Scholviens Passage, das Hotel zum Kronprinzen und weitere Häuser befunden hatten, errichtete er eine neue Filiale seines „Warenhauses Hermann Tietz“, die am 24. April 1912 eröffnet wurde.
Die Baukosten für das Warenhaus mit einem gehobenen Sortiment und anspruchsvoller Ausstattung wie Marmor und Kristalllüster betrugen 4½ Millionen Goldmark. Die Pläne entwarf das Architektenbüro Cremer & Wolffenstein, die Bauleitung hatte Richard Jacobssen aus Hamburg. Das Grundstück wurde zuvor mit 5000 Eichenpfählen befestigt, die in den weichen Erdboden des Alsterufers getrieben wurden.

### Die Zeit des Nationalsozialismus
In der Wirtschaftskrise nach 1929 brachen die Umsätze der Tietzkaufhäuser um bis zu 46 % ein.
Der Arisierung des Kaufhauses ging ein Liquiditätsengpass voraus, der 1933 in die Verweigerung einer bereits zugesagten Kreditlinie mündete. Im März 1933 wurde den Geschäftsführern, den Brüdern Georg und Martin Tietz, sowie ihrem Schwager Hugo Zwillenberg, ein Entschuldungsplan vorgelegt, der schließlich zum Verkauf der Aktien der Familie Tietz an die Commerzbank, Deutsche Bank und Dresdner Bank ohne einen direkten staatlichen Eingriff (kalte Arisierung) führte.
Am 24. Juli 1933 gründeten die Gläubigerbanken die Hertie Kaufhaus-Beteiligungs-Gesellschaft m.b.H. (kurz: Hertie GmbH). Am 29. Juli 1933 erzwang das Bankenkonsortium mit einem formal erbrechtlichen Auseinandersetzungsvertrag den sofortigen Rücktritt von Hugo Zwillenberg aus der Geschäftsleitung und Inhaberschaft. Die Banken setzten stattdessen den Textil-Abteilungsleiter der Hermann Tietz OHG, Georg Karg, als Vertreter der Hertie GmbH mit 50.000 Reichsmark Einlage als einen der Geschäftsführer und Gesellschafter des Kaufhauskonzerns ein. Die Hertie GmbH trat ohne eigene Vermögenseinlage ein, hatte jedoch einen mehrheitlichen Stimmanteil unter den Gesellschaftern. Die jüdischen Gesellschafter mussten ihre Anteile der Hertie GmbH überlassen und erhielten für ihr stark unterbewertetes Firmenvermögen in Höhe von 21½ Millionen Reichsmark einen Betrag von 1½ Millionen Reichsmark erstattet. Die von Eglau, Neumann und vom Munzinger-Archiv kolportierte „Abfindung von zwölf Millionen Mark“ lässt sich dagegen nicht belegen.
Für die Warenhäuser wurden zwei arische Geschäftsführer bestellt. Einer der beiden Geschäftsführer war Georg Karg, der zuvor bereits den Textileinkauf der Tietz-Häuser unter sich hatte.
Er erwarb in zwei Raten während des Krieges die Aktien von den Banken. Das Warenhaus Hermann Tietz am Jungfernstieg erhielt daraufhin im Jahr 1935 seinen heutigen Namen Alsterhaus. (Näheres siehe bei: Enteignung von Tietz.)
Historiker haben Belege gefunden, dass 1943 und 1944 vom Alsterhaus Textilien vertrieben wurden, die im Ghetto Litzmannstadt hergestellt worden waren.
Die Familie Tietz bemühte sich 1949 um die Rückgabe ihres Vermögens und stimmte schließlich in einem Vergleich mit der Firma Hertie einer Entschädigung durch Übereignung der Filialen in München, Stuttgart und Karlsruhe zu. Zu diesem Zeitpunkt bestand der Hertie-Konzern aus noch zehn Filialen.

### Entwicklung nach dem Krieg
Von 1948 bis 1961 war das Alsterhaus die Zentrale für den Warenhauskonzern Hertie, der sich im Alleinbesitz der Familie Karg befand.
Das Alsterhaus hatte im Krieg nur geringe Schäden erlitten und wurde weiter als Warenhaus mit Vollsortiment geführt. Dabei wurde großer Wert auf ein gediegenes Sortiment in gehobener Qualität gelegt.
Ende der 1960er Jahre erwarb Hertie das Grundstück „Große Bleichen“ Ecke „Poststraße“, auf dem sich das Geschäft des Textilhauses Dyckhoff befunden hatte. Hier entstand ein moderner Anbau mit zusätzlichem Eingang zum Alsterhaus.
Im Jahr 1983 erfolgte eine zehn Monate dauernde Komplettsanierung des Alsterhauses, die damals 50 Mio. Deutsche Mark kostete.
Im Jahr 1988 bezog das Musikgeschäft WOM (World of Music) eine Verkaufsfläche im Untergeschoss des Alsterhauses. Die Filiale wurde im April 2004 beim Umbau des Alsterhauses wieder geschlossen, nachdem Karstadt sich von einer Beteiligung an der Firma getrennt hatte.

### Übernahmen und Insolvenzantrag
1994 wurden Teile der Hertie-Warenhäuser, darunter auch das Alsterhaus, von Karstadt übernommen. In der Konzernbilanz von Arcandor wurde es zuletzt (2008) unter der Karstadt Premium Group ohne Nennung detaillierter Zahlen ausgewiesen.
Eigentümerin der Immobilie des Alsterhauses bleibt aber nach wie vor die gemeinnützige Hertie-Stiftung, Karstadt kann damit nicht eigenständig über bauliche Veränderungen am Haus entscheiden.
Aus der Übernahme resultierten starke Einflüsse auf die Einkaufspolitik, die zuvor überwiegend selbstständig in der Regie des Hauses lagen. Diese wirkten sich auf das Warensortiment aus. Wenig später wurde zusätzlich das Premium-Warensegment teilweise aufgegeben und preislich günstigere Artikel in das Sortiment aufgenommen, was auf wenig Kundenakzeptanz stieß.
Ein weiterer Schritt in der Absicht, die Wirtschaftlichkeit des Hauses zu verbessern, war die Reduzierung der Produktgruppen im Sortiment. Die Bereiche Spielwaren, Bücher, Elektrogeräte, Unterhaltungselektronik, Teppiche, Möbel und Haushaltswaren wurden gänzlich aufgegeben.
In den Jahren 2003 bis 2005 wurde das Alsterhaus für rund 35 Millionen Euro komplett umgebaut. Für die Pläne ist der Hamburger Architekt Christian F. Heine verantwortlich. Die Fassade am Jungfernstieg sowie an der rückseitigen Poststraße wurde umgebaut und den ursprünglichen Entwürfen wieder angenähert. Der Innenbereich ist vollständig erneuert und modernisiert worden.
Der große Lichtschacht über alle Stockwerke mit der gläsernen Kuppel aus dem Ursprungsbau wurde nicht wiederhergestellt, stattdessen gibt es jetzt kleine Lichthöfe über jeweils zwei Etagen und einen kleinen ovalen Lichtschacht über alle Stockwerke, hohe Schaufenster am Jungfernstieg, die bis zum Erdboden reichen, sowie gläserne Fahrstühle sind die markantesten Neuerungen. Die neue Fensterfront an der Alster mit 7½ m hohen neuen Fenstern ist eine der höchsten in Deutschland. Über den Lichthöfen liegt im vierten Geschoss ein Restaurant, dessen Decke von Professor Dirk J. Breuer entworfen wurde, der auch die übrige Ausstattung beim Umbau mit beeinflusste.
Mit dem Umbau wurde eine Strategie des Premium-Sortiments mit höherwertigen Produkten auf der verkleinerten Verkaufsfläche angestrebt und konsequent verfolgt. Dabei wird in einzelnen verbliebenen Bereichen die Sortimentstiefe verringert. Die Lebensmittelabteilung wurde erheblich reduziert und ausschließlich von Shop-in-shop-Anbietern übernommen, der Umfang der Kurzwaren- und Stoffabteilung, für die das Alsterhaus berühmt war, wurde erheblich reduziert.
Etliche Fremdfirmen erhielten im Rahmen des Shop-in-shop-Systems eigene Verkaufsflächen.
Der Gebäudeteil an der Ecke Poststraße/Große Bleichen wurde 2003 ausgegliedert und ist heute eine Filiale von Hennes & Mauritz (H&M) mit Zugängen zum Alsterhaus auf allen Etagen.
Nach der Übernahme durch die Signa Holding des österreichischen Unternehmers René Benko wurden die Häuser der Karstadt Premium GmbH zur The KaDeWe Group umfirmiert, um sie von den übrigen Karstadt-Warenhäusern zu trennen und die Zugehörigkeit zum KaDeWe zu betonen. Im Juni 2015 veräußerte Signa den Mehrheitsanteil (50,1 %) an die italienische Warenhauskette La Rinascente, die wiederum Teil der thailändischen Central Group ist.
Am 29. Januar 2024 wurde bekannt, dass die  KaDeWe-Gruppe einen Antrag auf Insolvenz in Eigenverwaltung gestellt hat.

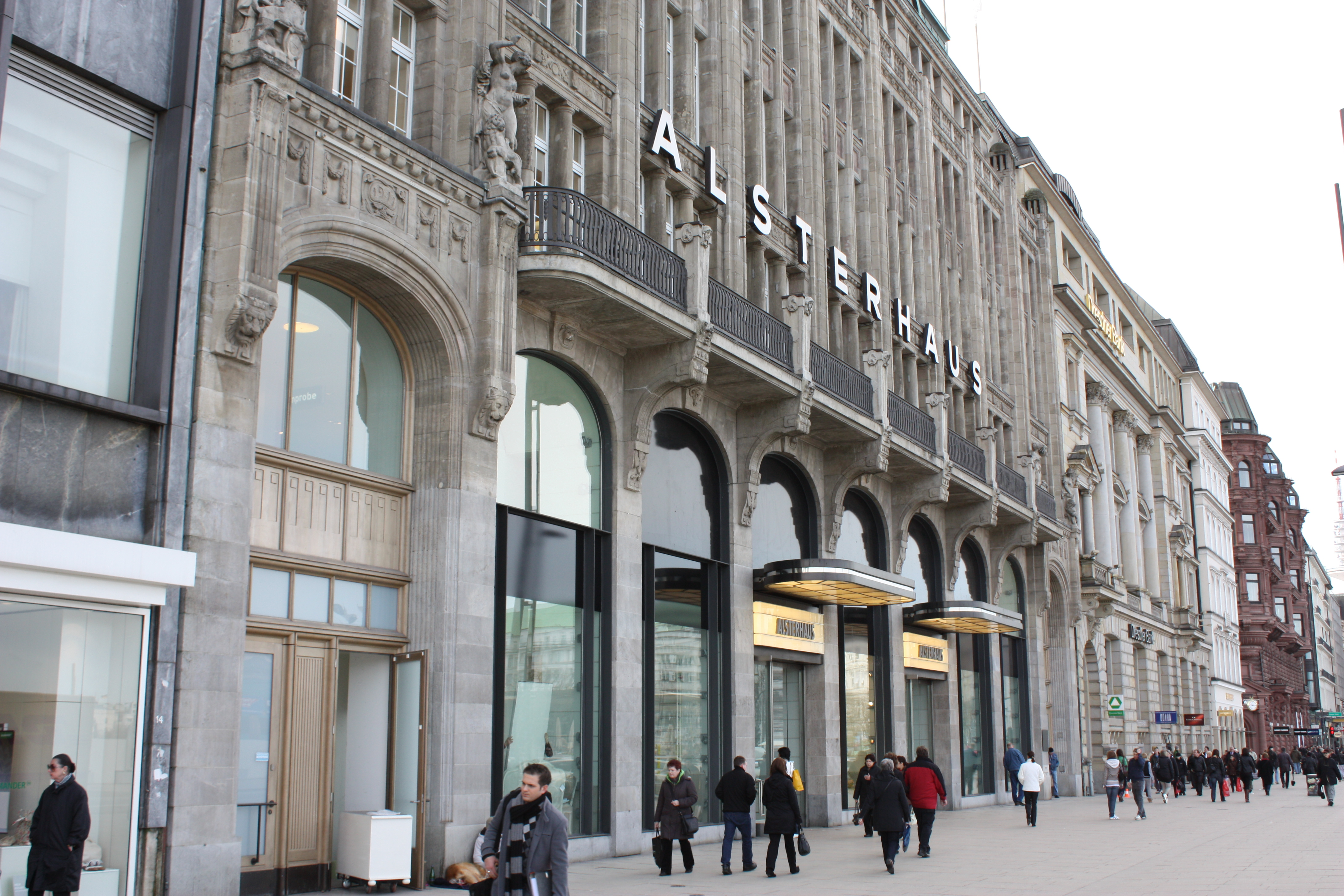
Alsterhaus am Jungfernstieg (2009)

## Verschiedenes
An der Stelle des Kaufhauses stand vor dem Großen Brand von 1842 das Haus des Buchhändlers Friedrich Christoph Perthes, des Schwiegersohns von Mathias Claudius. Der Dichter verbrachte hier seine letzten Lebenswochen und verstarb hier. Zur 175. Wiederkehr dieses Tages stiftete das Alsterhaus eine Gedenktafel, die neben dem Eingang am Jungfernstieg angebracht ist.
Am nahen Ballindamm steht ein ebenfalls als „Alsterhaus“ benanntes Kontorhaus an der Binnenalster (Bild).
1987 besuchten Prinz Charles und seine Ehefrau Prinzessin Diana während ihres Hamburg-Aufenthaltes auch das Alsterhaus.